# Psycho Fox
Pour les articles homonymes, voir Fox.
Psycho Fox est un jeu vidéo de plates-formes développé par Vic Tokai et édité par Sega.

## Système de jeu
Le joueur dirige Psycho Fox, un renard (qui deviendra une des mascottes de Sega après Alex Kidd, Wonder Boy, avant Sonic et Ristar) et doit lui faire traverser des niveaux contenant des ennemis, des trous et divers pièges, à la manière d'un jeu de plate-forme classique.
Le renard combat l'infâme MadFox, un renard à lunettes de soleil qui veut mettre à sa botte un petit pays peuplé d'animaux au style japonais traditionnel. Le joueur pourra incarner par la suite d'autres personnages (un tigre, un singe ou un hippopotame). Il est possible de donner des coups de poing pour vaincre les ennemis, de leur lancer un petit oiseau (nommé BirdFly, ce dernier étant récupérable en cassant certains œufs), ou bien tout simplement de leur sauter dessus à deux reprises (leur sauter dessus une fois les enfonçant dans le sol, deux fois les enterrant pour de bon). Les personnages incarnés ont chacun leurs particularités (le singe saute le plus haut, le tigre court le plus vite, et l'hippopotame défonce des murs), et le joueur doit en tirer parti pour passer les différents obstacles rencontrés. À la fin des niveaux, il y a une petite loterie pour gagner des vies ou des objets. Cette loterie est accessible après avoir collecté au moins un objet caché ressemblant à un petit sac d'argent dans chaque niveau.